# (312) Pierretta
(312) Pierretta est un astéroïde de la ceinture principale découvert par Auguste Charlois le 28 août 1891 à Nice.